# Servicio militar

Sin fuerzas armadas
Fuerzas armadas de reclutamiento voluntario o profesionales
Servicio militar obligatorio, pero menos del 20% de las personas en edad militar son reclutadas
Servicio militar obligatorio, próxima abolición (en 1 año)
Servicio militar obligatorio
Sin datos

El servicio militar —coloquialmente conocido como la mili (también colimba o chiri) en algunos países— es el desarrollo de la actividad militar por una persona, de manera obligatoria en algunos países (servicio militar obligatorio o conscripción) y voluntaria en otros. En algunos casos, la actividad es remunerada y en otros casos no. En algunos países se considera como una violación de los derechos humanos debido a las malas condiciones que poseen algunos centros y en las que salen los reclutados.

## Situación mundial

### Alemania
El servicio militar es voluntario para hombres y mujeres de 17 a 23 años de edad, la condición es haber completado la educación obligatoria a tiempo completo y tener ciudadanía alemana. El servicio militar obligatorio finalizó en julio de 2011.

### Argentina

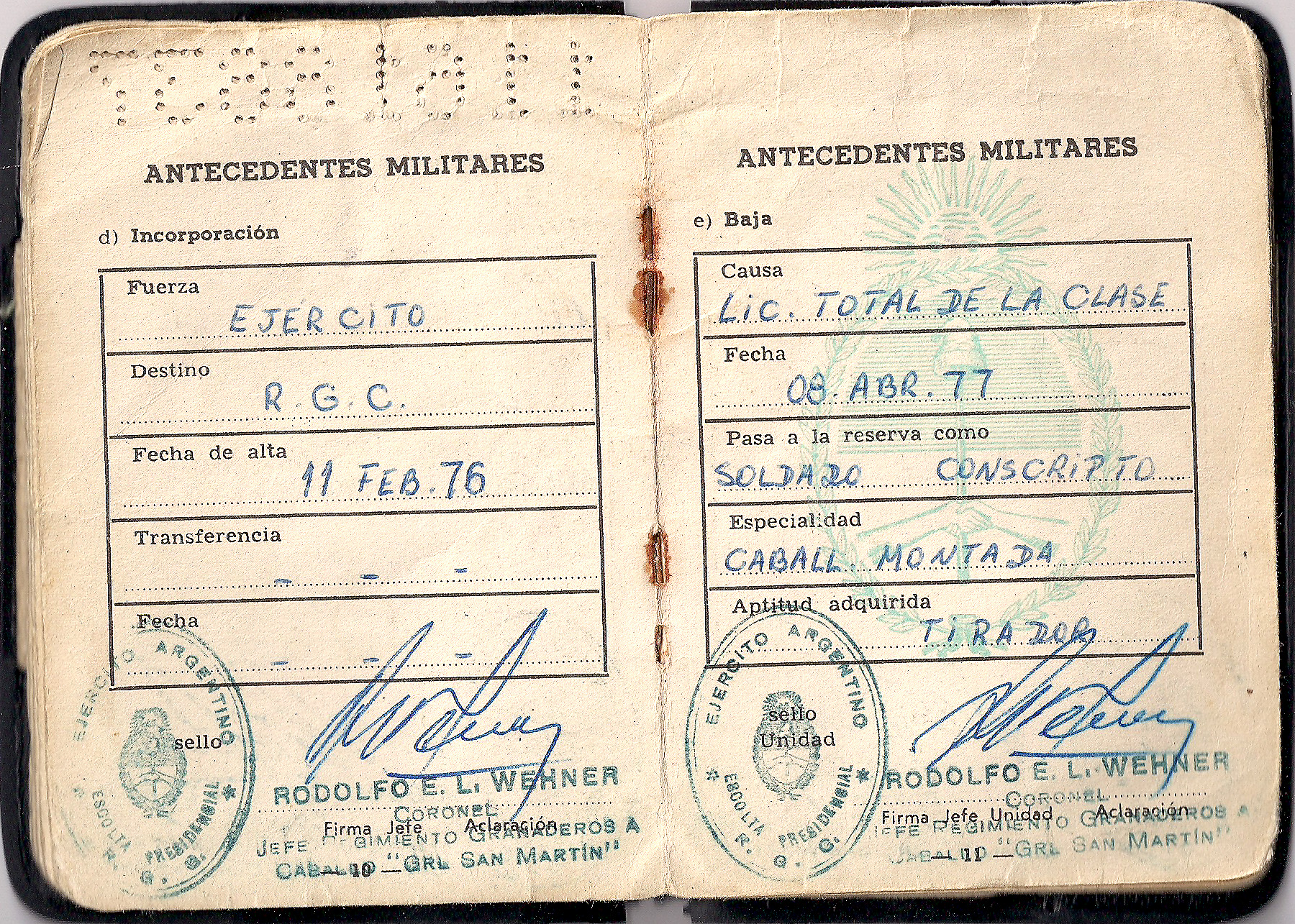
Sellado de servicio militar cumplido en documento de identidad argentino.

En Argentina el servicio militar obligatorio fue instituido en el año 1902 por el entonces ministro de Guerra Pablo Riccheri. Mediante el Estatuto Militar Orgánico de 1901 (Ley N.º 4301), durante la segunda y última presidencia de Julio Argentino Roca.
La edad de los reclutas y el tiempo de su permanencia en el servicio varía con el tiempo. En sus comienzos, se reclutaba a ciudadanos de entre 20 y 21 años, y su duración era de 18 a 24 meses. En las décadas previas a su suspensión, se reclutaba a hombres de 18 años por un sistema de cupo variable por sorteo que los distribuía entre las tres fuerzas armadas. Era de hasta 14 meses de duración y se le conocía popularmente como «colimba», palabra que se supone falsamente formada por un acrónimo en alusión a tres actividades frecuentes en los conscriptos (corre, limpia y barre) pero que en realidad se trata de una deformación lunfarda de la palabra «milico». En el año 1994, el asesinato de un conscripto de 18 años, Omar Carrasco, por otros dos soldados que fueron instigados por un oficial, puso en tela de juicio el Servicio Militar. A partir de este hecho, el maltrato a soldados en distintas guarniciones del país tomó estado público, y el 31 de agosto de 1994, durante el gobierno del presidente Carlos Menem, se suspendió la ley del Servicio Militar Obligatorio y decretó un nuevo formato de Servicio Militar Voluntario, donde los candidatos se anotan y obtienen, a cambio de sus servicios, una remuneración mensual, pueden permanecer hasta 10 años en servicio y los más reconocidos tienen la posibilidad de hacer un pequeño curso para formar parte del cuadro de Suboficiales. Debe señalarse que la conscripción militar obligatoria no ha sido abolida, pues la Constitución Nacional indica que todo individuo está obligado a armarse en defensa de la Patria. La Ley del servicio militar obligatorio sigue vigente; puede ser puesta en práctica en tiempos de guerra, crisis o emergencia nacional. Estas condiciones son definidas por las autoridades del Estado.

### Austria
Austria tiene servicio militar obligatorio para todos los hombres de hasta 35 años de edad. Desde el año 2006, la duración ha sido de seis meses. Existe la objeción de conciencia y es posible realizar un servicio civil de nueve meses de duración, o participar 10 meses en el Servicio Memorial del Holocausto de Austria, el Servicio Social de Austria o el Servicio de Paz de Austria.

### Bolivia
El servicio militar obligatorio es prestado por varones mayores entre los 17 y 22 años y tiene la duración de un año, la Constitución Política del Estado establece en el artículo 213, que los sujetos llamados a prestar el servicio militar son todos los bolivianos de forma obligatoria. Cabe aclarar que también se puede realizar el servicio Pre-Militar que es destinado a jóvenes (varones y mujeres) entre los 16 a 18 años en etapa escolar regular durante sus vacaciones escolares y todos los sábados durante clases.
Según el artículo 14, parágrafo VI, los extranjeros también están obligados a cumplir los deberes que establece la Constitución. Prestando el servicio militar los extranjeros pueden verse beneficiados al momento del cómputo de años para adquirir la nacionalidad boliviana. Según el artículo 142 son 3 años para adquirir la nacionalidad boliviana y en caso de prestar el servicio militar en Bolivia dicho plazo se reducirá a 2 años.
Si bien la Constitución establece que deberán prestar el servicio militar todos los bolivianos se debe interpretar de manera abierta tanto a hombres como a mujeres, el carácter de obligatorio sólo recae en varones. Actualmente según Ley N.º 954 del 9 de junio de 2017 el servicio militar de duración de un año fue ampliado para mujeres de entre 18 y 22 años cumplidos de manera voluntaria.

### Brasil
Los varones de Brasil tienen que hacer un servicio militar obligatorio de 12 meses de duración en el ejército (24 meses si es en la fuerza aérea y 36 si es en la marina) una vez que cumplen los 18 años. Sin embargo, la mayoría de los enlistados son dispensados sin requerir el servicio. Normalmente, el servicio se coordina para que se preste en bases militares cercanas al domicilio del recluta. El gobierno no requiere el servicio de aquellos que planeen seguir una educación superior o que tengan un trabajo permanente. Hay otras excepciones, incluyendo razones médicas.
A partir de comienzos de la década de 1980 a las mujeres se les permite servir en las fuerzas armadas. El Ejército brasileño fue el primero de América del Sur que aceptó mujeres en las tropas de carrera; las mujeres solo prestan servicio en la Marina y en la Aviación en el Cuerpo de Reserva de Mujeres. En 2006, se licenció la primera clase de pilotos mujeres de la Aviación.

### Canadá
Canadá no tiene servicio militar obligatorio. La conscripción se introdujo de manera temporal en Canadá en la Primera y Segunda Guerra Mundial para hacer frente a la enorme escasez de mano de obra.

### Chile
El servicio militar voluntario masculino y femenino se presta entre los 18 y 45 años de edad. Existe un servicio obligatorio selectivo pero normalmente hay suficientes voluntarios para hacerlo innecesario. La obligación de servicio es un mínimo de 18 meses para el Ejército y 22 meses para la Armada y Fuerza Aérea.

### China
Técnicamente, el servicio militar en el ejército es obligatorio para todos los ciudadanos chinos. Sin embargo, en la práctica es totalmente voluntario, ya que teniendo en cuenta la gran población china y el gran número de personas que trabajan como voluntarios para unirse a las fuerzas armadas regulares, las autoridades no han hecho cumplir un verdadero proyecto de inscripción. A los 18 años de edad los ciudadanos chinos tienen que registrarse ante las autoridades del gobierno, de una manera similar al Sistema de Servicio Selectivo de los Estados Unidos. La principal excepción a este sistema se aplica a los estudiantes universitarios potenciales (hombres y mujeres), que deben someterse a entrenamiento militar (por lo general durante una a cuatro semanas) antes o un año después del inicio de sus cursos.
El servicio militar se realiza normalmente en las fuerzas armadas regulares, pero la ley de 1984 no permite el reclutamiento en las fuerzas de reserva. Los residentes de Hong Kong y Macao, sin embargo, a partir de 1997 y 1999 están exentos de alistarse en el ejército.

### Chipre
Chipre tiene servicio militar obligatorio para todos los hombres entre las edades de 18 y 50 años y dura 14 meses, a los 17 años ya pueden presentarse como voluntarios. Anteriormente era solo para grecochipriotas.

### Colombia
La ley establece que sólo los varones colombianos entre 18 y 50 años están obligados a definir su situación militar. para las mujeres es voluntario. El servicio militar obligatorio podrá prestarse en el Ejército, la Armada, la Fuerza Aérea, la Policía Nacional y el INPEC, el periodo de prestación del servicio militar es de 18 meses o 12 meses si el ciudadano es bachiller Aplica para los colombianos entre 18 y 24 años.

### Corea del Norte
En el año 2014, se decidió la obligatoriedad del servicio militar para las mujeres a partir de 2015.

### Corea del Sur
La conscripción en Corea del Sur existe desde 1957. La duración del servicio militar obligatorio en Corea del Sur varía basado en la rama militar. Los soldados de deber activo sirven 21 meses en el Ejército o la Marina, 23 meses en la Armada, y 24 meses en la Fuerza Aérea.
El personal no activo o «servicio suplementario» tiene servicios de varias duraciones: 24 meses para el personal de trabajo social o personal de servicio de cooperación internacional; 34 meses para el personal de artes, deportes o personal técnico industrial; y 36 meses para doctores de salud pública, abogados, veterinarios o investigadores.
Corea del Sur actualmente está entre los periodos de servicio militar más largos del mundo, ubicándose detrás de Israel, Singapur y Corea del Norte. En 2010, la presión pública creció pidiendo acortar la duración del reclutamiento o para cambiarlo a servicio militar voluntario. Sin embargo, en diciembre de 2010, después de tomar en consideración el hundimiento del ROKS Cheonan y el Bombardeo de Yeonpyeong, el gobierno surcoreano dijo que no reduciría los periodos de servicio militar.

### Cuba
En el proceso de reclutamiento, diferentes comisiones son encargadas de decidir el destino de cada joven ingresado a las filas. Estas comisiones están estructuradas por Oficiales de las FAR, MININT, organizaciones políticas y sociales de la localidad. A las entrevistas también son invitadas las familias del reclutado.
Los jóvenes varones cubanos que arriban a la edad de 18 años deben tomar parte de manera obligatoria del Servicio Militar Obligatorio (SMO) durante un período de dos años. En el caso de las mujeres, el mismo es voluntario, se le llama Servicio Militar Voluntario Femenino; si reúnen los requisitos de ingreso, son generalmente aceptadas. El SMA es obligatorio para los varones que desean entrar a las universidades, si no se cumple no se puede comenzar a estudiar.
El licenciamiento antes del plazo fijado es un estímulo a los combatientes ejemplares.
Tiene una duración de 14 meses para los que tienen aspiraciones universitarias y de 24 hasta 36 meses para los que no.
Las condiciones precarias de alimentación, higiene y ropa; los abusos constantes de los superiores y la negligencia, provocan suicidios y secuelas mentales y físicas de muchos reclutados y generan descontento en la población.

### Dinamarca
Según la Constitución, el servicio militar es obligatorio para todos los hombres sin discapacidades. El servicio normal es de cuatro meses entre los 18 a 27 años. Los hombres daneses reciben una carta alrededor de la fecha en que cumplen 18 años, en la que se les pregunta cuándo terminan su educación actual y posteriormente reciben un aviso para asistir a la oficina de borradores para su evaluación física y psicológica. En la práctica el servicio militar es principalmente voluntario porque que el número de afectados es superior a las necesidades del ejército. En el caso de las mujeres es siempre voluntario.

### Emiratos Árabes Unidos
El servicio militar es obligatorio para todos los varones de entre 18 y 30 años en los Emiratos. Las mujeres entre esas edades y los hombres de entre 30 y 40 años pueden prestar el servicio de forma voluntaria. En 2018 la duración se incrementó de 12 a 16 meses, y a dos años para quienes tienen formación profesional.

### España
Franquismo

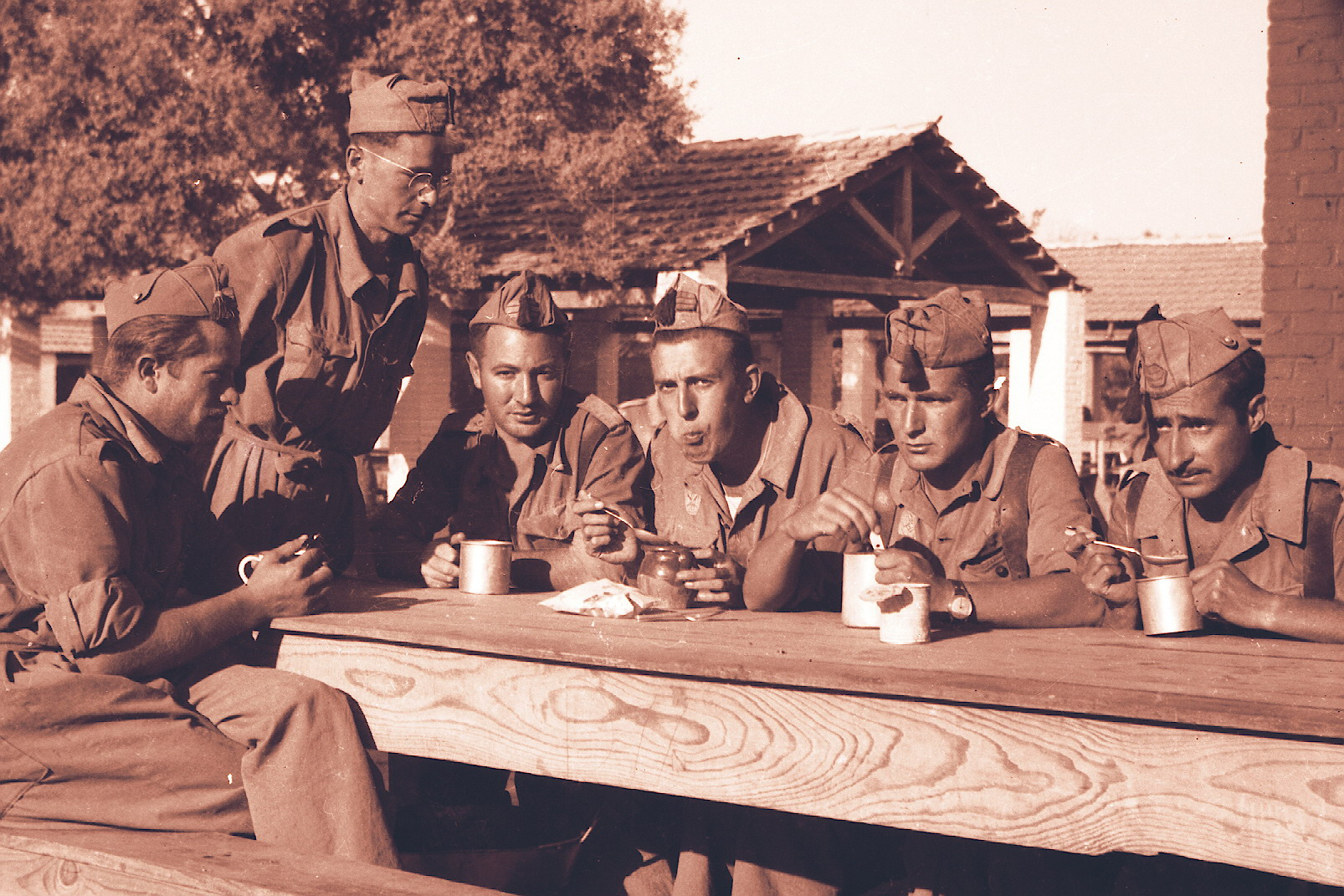
Soldados españoles durante su servicio militar en los años cuarenta del.

En 1940, recién finalizada la guerra civil española, el jefe del Estado, Francisco Franco dictó la Ley de Reclutamiento y Reemplazo del Ejército, por la que se modificaba la legislación sobre el reclutamiento, en la que se estableció, entre otros cambios, la duración del servicio militar obligatorio, denominado servicio en filas, en dos años.
En 1968, se aprobó la Ley General del Servicio Militar, que igualmente establecía en su artículo primero que: «El Servicio Militar es un honor y un deber inexcusable que alcanza a todos los españoles varones...». Esta ley marcaba la división entre un servicio militar obligatorio que tenía una duración entre 15 y 18 meses (marina) y uno voluntario que tenía como ventaja que permitía elegir la región militar donde se desarrollaba el mismo, pero que a cambio era más largo con una duración entre 15 y 24 meses.
Democracia

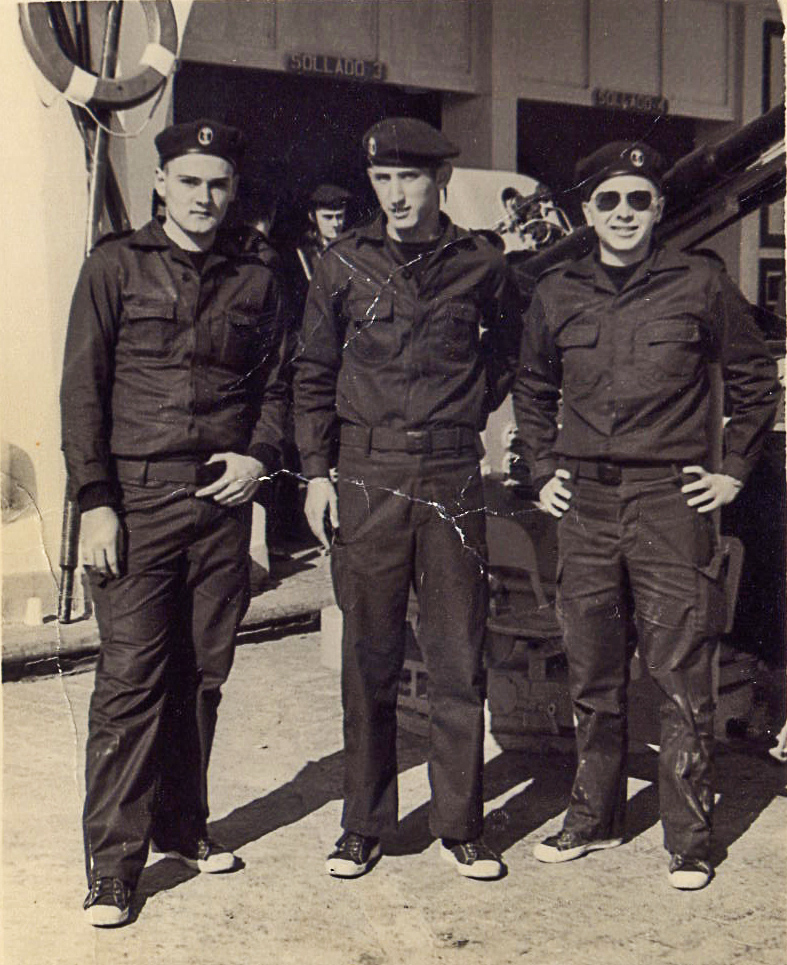
Reclutas en el cuartel de marinería de San Fernando en 1978.

En 1991, en el ámbito de la profesionalización de las fuerzas armadas, la Ley Orgánica del Servicio Militar acortó la duración del servicio a nueve meses, a la vez que preveía que los militares de reemplazo desarrollaran preferentemente actividades en aquellas unidades cuyo nivel operativo, capacidad de reacción o ámbito de actuación se ajustaran a la formación que se adquiría durante el servicio militar y reservaba las tareas caracterizadas por su mayor complejidad, responsabilidad o experiencia a los militares profesionales.
Objeción de conciencia
El servicio militar era rechazado por una parte de la sociedad. Algunos de los ciudadanos llamados a prestar el servicio militar se declaraban objetores de conciencia y se negaban a realizarlo, pese a existir penas de prisión por ello. Para regular esta situación, en 1984 se aprobó la ley de objeción de conciencia. Esta ley disponía el desarrollo de una prestación social sustitutoria con una duración de entre 18 y 24 meses, más larga que el servicio militar cuya duración estaba establecida entonces en los 12 meses.
El servicio militar obligatorio en España terminó en diciembre de 2001.

### Estados Unidos
El servicio militar obligatorio es la inscripción obligatoria de los varones en las Fuerzas Armadas. Si bien el ejército es una fuerza totalmente voluntaria desde el año 1973, el Gobierno puede restablecer el servicio militar obligatorio en caso de una emergencia nacional.
Todos los hombres estadounidenses o inmigrantes con edad de 18 a 25 años deben registrarse en el Sistema de Servicio Selectivo, el cual se usaría en caso de que fuese necesario el restablecimiento del servicio militar obligatorio en el futuro. Los ciudadanos deben inscribirse en los 30 días posteriores a su cumpleaños 18 y los inmigrantes en los primeros 30 días de su llegada al país.

### Finlandia
A los 18 años, todos los hombres finlandeses están obligados a prestar un servicio de 5,5 a 12 meses en una rama del ejército o de la Guardia de Fronteras (la duración del servicio depende del tipo de servicio), y las mujeres de 18 a 29 años pueden ofrecerse como voluntarias para el servicio; también existe la opción de realizar un servicio no militar que dura 8,5 u 11,5 meses; después de completar su obligación inicial de conscripción, las personas entran en las reservas y siguen siendo elegibles para la movilización hasta la edad de 50 años para los soldados rasos y 60 años para los suboficiales y los oficiales comisionados (2021). Las fuerzas armadas entrenan a unos 21.000 reclutas (20.000 del Ejército) cada año; desde 2017, entre 1000 y 1700 mujeres se han ofrecido como voluntarias para el servicio militar anualmente; en 2019, las mujeres representaban alrededor del 4 % del personal militar a tiempo completo.

### Francia
Existe el servicio militar voluntario de 12 meses para hombres y mujeres que tengan entre 18 y 25 años de edad. El servicio militar obligatorio fue abolido en 2001. Las mujeres sirven en puestos que no son de combate.

### Grecia
El servicio militar es obligatorio para hombres de 19 a 45 años y la duración es de 12 meses. La duración del servicio se reduce a 9 meses si los reclutas, después del entrenamiento inicial, sirven todo el tiempo restante en ciertas áreas de las fronteras orientales.

### Israel

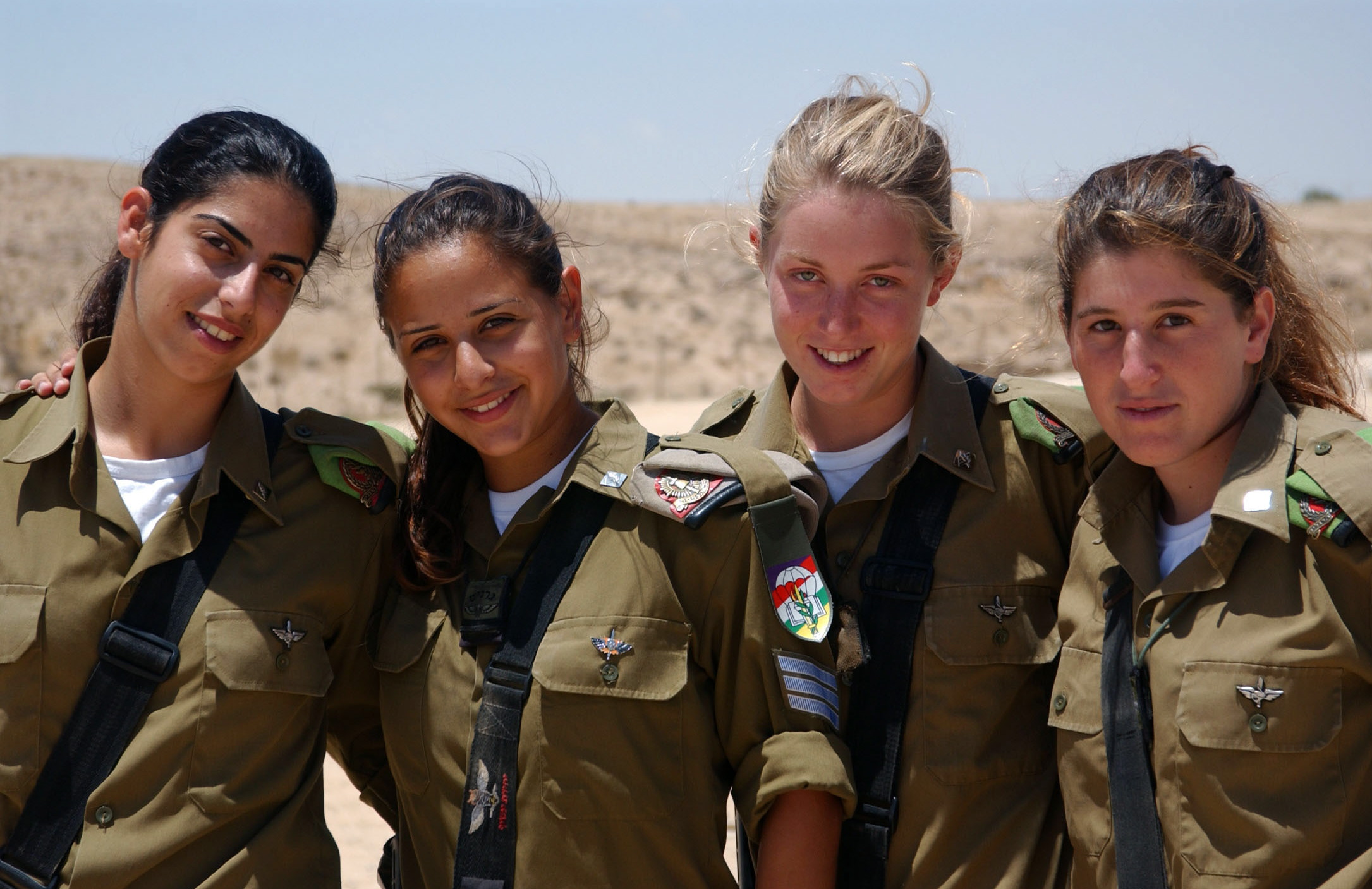
En Israel el servicio obligatorio en el ejército es prestado tanto por hombres como mujeres.

Dado el estado de constante actividad militar en las fronteras israelíes desde 1948, el Tzahal es una de las instituciones más importantes y numerosas del Estado, y el gran número de militares profesionales se ve suplementado por el servicio militar obligatorio para la mayoría de los ciudadanos mayores de 18 años, tanto hombres como mujeres, así como por un largo período de reserva, aunque puede haber excepciones por motivos religiosos, motivos físicos o psicológicos. Los hombres, tanto judíos como drusos y beduinos, realizan un servicio militar de 32 meses y las mujeres un servicio de 24 meses, ambos con la posibilidad de ser contratados, si es que el ejército los requiere, por un periodo de unos años o de por vida. Los inmigrantes —olim hadashim— también son llamados al servicio regular. La duración del mismo depende de la edad, sexo y profesión de los mismos. En aquellos que han cumplido servicio regular en sus países de origen, se les descuenta dicho periodo de sus obligaciones.

### Italia
El servicio militar es voluntario, las mujeres pueden servir en cualquier rama militar. El servicio militar obligatorio fue abolido en 2004.

### Japón
Las Fuerzas de Autodefensa se componen en exclusiva de voluntarios. El servicio militar de por sí no está prohibido por ley, pero muchos ciudadanos consideran que el artículo 18 de la Constitución de Japón, que prohíbe el servicio obligado excepto como pena por la comisión de algún delito, establece la prohibición legal de cualquier forma de servicio militar. Incluso en ausencia de una interpretación tan estricta, parece prácticamente imposible la realización de llamamientos a filas.

### Marruecos
La obligatoriedad del servicio militar existió entre 1965 y 2007. En 2018 se reinstauró tanto para hombres como mujeres de 19 a 25 años de edad con una duración de doce meses. Se contemplan exenciones para personas con discapacidad o jóvenes que tengan a su cargo una familia completa. Los estudiantes lo deben realizar al finalizar su carrera.

### México
Hasta el 2000, solo los varones podían realizar el servicio militar, pero por una reforma del entonces presidente Vicente Fox Quezada, se permitió que, por elección, las mujeres en edad militar pudieran realizar el servicio, lo cual ha sido criticado ya que se considera que no cumple con el espíritu de la ley, por relegarse a las mujeres a tareas no militares.
Con la llegada de Felipe Calderón Hinojosa a la Presidencia de la República, se reformó el servicio militar y se intentó volver a sus orígenes, teniendo los conscriptos el entrenamiento equivalente el C.A.M.B.I. (Curso de Adiestramiento Militar Básico Individual), que reciben todos los militares mexicanos cuando se alistan en el ejército, sin importar a qué rama del Ejército se una o la función que desempeñará, es decir, todos los militares mexicanos, la mayoría de los jóvenes mayores de edad, los cadetes de los planteles militares e incluso los administrativos pasan por este curso.

### Noruega
Según la Constitución de Noruega, todos los ciudadanos varones sanos mayores de 19 años están obligados a realizar el servicio militar por un mínimo de 12 meses. Esta responsabilidad dura hasta la edad de 44 años. Según las necesidades operativas de las Fuerzas Armadas Noruegas se establece la cantidad de conscriptos necesarios. En el año 2009, el Parlamento noruego aprobó una nueva Ley de servicio militar estableciendo que las candidatas mujeres tienen que cumplir el examen, la clasificación y los demás requisitos para el servicio militar, al igual que los hombres.

### Perú
En Perú el servicio militar pasó de ser obligatorio a voluntario al promulgarse, el 28 de septiembre de 1999, la ley 27178, durante el gobierno de Alberto Fujimori. Antes de ese cambio, durante los años 1970 y 1980, el reclutamiento era forzoso y era común que se reclutara a jóvenes, e incluso se denunciaba que algunas se realizaban de forma irregular por autoridades militares hacia jóvenes en un proceso considerado de inhumano denominado «leva».
Posteriormente, el 27 de junio del 2008, fue promulgada y aprobada una nueva ley del servicio militar voluntario que derogó la anterior, durante el segundo gobierno no consecutivo de Alan García. Esta era la ley 29248, modificada durante el mandato de Ollanta Humala con el decreto legislativo 1146, promulgado el 10 de diciembre del 2012.
El 2 de junio del 2013, con todas estas modificatorias fue nuevamente aprobada mediante decreto supremo 003-2013-DE. Una vez cada año el gobierno realiza un sorteo en el que cierta cantidad de jóvenes entre 18 y 25 años (cumplidos o por cumplir al año del llamamiento) sin discapacidad salen elegidos para hacer el servicio de forma obligatoria, con el fin de llenar las plazas no cubiertas por los voluntarios. Cabe señalar que aunque no sea obligatorio el servicio, el registro sí lo es antes de cumplir los 18 años para participar en eventos de seguridad nacional. La Defensoría del Pueblo solicitó la anulación y fue aprobada.
En 2025, el gobierno de Dina Boluarte presentó un proyecto de ley para restaurar el servicio militar a los adultos que no estudian ni trabajan para combatir la crisis de seguridad en el país. El exministro de Ollanta Humala, Wilfredo Pedraza, calificó de medida populista.

### Polonia
Entre los años 1918 y 1924 estuvieron vigentes primero la Ley Provisional de Deber Universal de Servicio Militar y luego la ley sobre el Servicio Militar Obligatorio Universal que establecían la obligatoriedad de prestar servicio entre los 18 y los 20 años pasando luego a la reserva hasta la edad de 50 años, entre 1924 y 1938 la edad mínima pasa a ser 17 años.
Entre 1938 y 1945 la obligatoriedad se extendió a las mujeres de forma limitada. Esta obligación se aplicaba solamente a las mujeres que en tiempos de paz recibieron entrenamiento militar, en tiempos de guerra fueron movilizadas y también a aquellas que en tiempos de estado de emergencia se ofrecieron voluntarias para el servicio militar auxiliar.
En 1950 se estableció el servicio militar auxiliar para mujeres a la edad de 18 años.
La conscripción se eliminó gradualmente entre 2009 y 2012, los soldados profesionales sirven de forma permanente (por un período de tiempo no especificado) o por contrato (por un período de tiempo especificado).

### Reino Unido de Gran Bretaña e Irlanda del Norte
El servicio militar obligatorio se abolió en 1963.

### Rusia
El servicio militar es obligatorio para los varones de 18 a 27 años. La duración es de 18 meses, los que tienen estudios superiores tienen la posibilidad de cumplir solo un año y de acomodar los plazos según sus necesidades académicas. No se puede enviar a un conflicto bélico a soldados conscriptos.
Malos tratos
Amnistía Internacional sigue recibiendo informes sobre torturas y malos tratos a soldados por parte de superiores, con resultado de muerte en algunos casos, incluidos suicidios forzados. Los oficiales de las fuerzas armadas alientan y a menudo participan en la «dedovshchina», la violenta y cruel iniciación de los jóvenes reclutas.
El servicio militar usado contra la oposición
Muchas personas consiguen evitar el servicio por razones médicas o estudios, también haciendo caso omiso a las convocatorias o con sobornos. Pero para los opositores librarse del servicio militar suele ser bastante más complicado. El gobierno se aprovecha del reclutamiento para hacerlos callar, afirman los opositores.

### Serbia
El servicio militar obligatorio fue abolido en enero de 2011.

### Singapur
La edad para el servicio militar obligatorio masculino es de 18-21 años y 16 años y medio para el alistamiento voluntario (con el consentimiento de los padres). La duración es de 2 años de servicio con una obligación de reserva hasta los 40 años (alistados) o los 50 años (oficiales). A las mujeres se les permite ser voluntarias para todos los servicios y ramas, incluidas las armas de combate.
En virtud de la Ley de Alistamiento, todos los ciudadanos de Singapur de sexo masculino y los residentes permanentes, a menos que estén exentos, están obligados a entrar en el Servicio Nacional (NS) al cumplir los 18 años. La mayoría de los conscriptos del NS sirven en las SAF, pero algunos entran en la Fuerza de Policía o en la Fuerza de Defensa Civil. En 2020, los conscriptos comprendían más de la mitad del establecimiento de defensa, en 2017, las mujeres representaban alrededor del 7 % de la fuerza activa.

### Suecia
El servicio militar obligatorio, abolido en 2010, se restableció en enero de 2018. El reclutamiento es selectivo, incluye tanto a las mujeres como a los hombres, y requiere de 9 a 12 meses de servicio.

### Suiza
La estructura del sistema de milicias en Suiza estipula que cada soldado mantiene su equipamiento personal, incluidas todas las armas que se le asignan, en casa (hasta el año 2007 esto incluía la munición). Todos los hombres suizos deben realizar el servicio militar obligatorio, mientras que las mujeres lo pueden realizar de manera voluntaria. A los 18 años se los llama a filas y aproximadamente dos tercios son considerados aptos para el servicio militar, mientras que los demás realizan servicios alternativos. Cada año, unos 20 000 suizos reciben un entrenamiento militar básico que dura entre 18 y 21 semanas. En 2003 se aprobó la reforma Ejército XXI, que redujo los efectivos militares de 400 000 a 200 000, 120 000 de los cuales reciben entrenamiento periódico y otros 80 000 reservistas que han pasado el entrenamiento básico.

### Taiwán
A partir de los nacidos en 1994, los varones de 18 a 36 años de edad pueden prestarse voluntariamente al servicio militar o deben completar 4 meses de formación militar obligatoria (o sustituir el servicio civil en algunos casos), los hombres nacidos antes de diciembre de 1993 deben completar el servicio obligatorio durante 1 año (militar o civil). Las mujeres pueden alistarse, pero están restringidas a funciones no de combate en la mayoría de los casos.

### Turquía
El presidente Erdoğan firmó el 25 de junio de 2019 una nueva ley que reduce a la mitad el periodo de servicio militar obligatorio de los hombres, además de hacer permanente el servicio militar remunerado. Con el nuevo sistema, el periodo de reclutamiento se redujo de 12 a seis meses para los soldados rasos y suboficiales (el plazo de servicio para los oficiales de reserva elegidos entre los graduados universitarios o colegiales seguirá siendo de 12 meses).

### Ucrania
El servicio militar obligatorio se abolió en 2012, pero se reintrodujo en 2014 para hombres de 20 a 27 años de edad. La duración es de 12 a 18 meses.

### Venezuela
Todos los ciudadanos de 18 a 50 años de edad están obligados a registrarse para el servicio militar y están sujetos a entrenamiento militar, aunque el «reclutamiento forzoso» está prohibido. Si bien hasta el año 1999 existió el reclutamiento forzoso (llamado coloquialmente «la recluta»), con la aprobación de la nueva Constitución de ese año este procedimiento quedó totalmente proscrito.

## Reclutamiento por país
| País                 | Área territorial (km²) | PIB nominal (US$M) | Per cápita PIB (US$) | Población     | Gobierno                                                                    | Reclutamiento |
| -------------------- | ---------------------- | ------------------ | -------------------- | ------------- | --------------------------------------------------------------------------- | --- |
| Albania              | 27,398                 | $11,800            | $3,693.27            | 2,994,667     | Democracia Emergente                                                        | No (abolido en el año 2010) |
| Alemania             | 349,223                | $3,306,000         | $40,315.05           | 81,471,834    | República Federal Parlamentaria                                             | No (suspendido por tiempo de paz por ley federal vigente a partir de 1 de julio de 2011) |
| Argelia              | 2,381,740              | $159,000           | $3,948.01            | 34,994,937    | República                                                                   | Sí |
| Angola               | 1,246,700              | $85,810            | $5,003.43            | 13,338,541    | República; Régimen Presidencial Multipartidista                             | Sí |
| Arabia Saudita       | 2,149,690              | $434,400           | $16,007.68           | 26,131,703    | Monarquía absoluta                                                          | No |
| Argentina            | 2,736,690              | $921,000           | $22,662.99           | 41,769,726    | República                                                                   | No (abolido el 14 de diciembre de 1994) |
| Australia            | 7,617,930              | $1,220,000         | $44,474.51           | 21,766,711    | Monarquía constitucional, democracia parlamentaria, y federación            | No (abolido por el parlamento en el año 1972) |
| Austria              | 82,444                 | $366,300           | $45,598.77           | 8,404,252     | República Federal                                                           | Sí (servicio alterno disponible) |
| Bahamas              | 10,070                 | $7,538             | $21,547.17           | 313,312       | Monarquía constitucional con sistema de gobernación parlamentaria           | No |
| Bangladés            | 133,910                | $100,100           | $481.36              | 158,570,535   | Democracia Parlamentaria                                                    | No |
| Barbados             | 431                    | $3,693             | $14,516.48           | 286,705       | Democracia Parlamentaria                                                    | No |
| Bélgica              | 30,278                 | $461,300           | $43,648.01           | 10,431,477    | Monarquía Federal Parlamentaria                                             | No (se abolió el servicio desde el 1 de enero de 1994 bajo la ley Delacroix del 6 de julio de 1993) |
| Belice               | 22,806                 | $1,431             | $4,327.67            | 321,115       | Democracia Parlamentaria                                                    | N.º El servicio militar es voluntario. |
| Birmania             | 657,740                | $35,650            | $285.60              | 53,999,804    | República                                                                   | Sí se permite, mas no se utiliza desde 2011. |
| Bolivia              | 1,084,390              | $19,180            | $1,839.61            | 10,118,683    | Estado Plurinacional                                                        | Sí (cuando el número de voluntarios no alcanza la meta anual) |
| Bosnia y Herzegovina | 51,197                 | $16,320            | $4,246.54            | 4,622,163     | República Democrática Emergente Federal                                     | No (abolido el 1 de enero de 2006) |
| Brasil               | 8,456,510              | $2,024,000         | $10,611.71           | 203,429,773   | República Federal                                                           | Sí. |
| Bulgaria             | 110,550                | $44,840            | $5,409.09            | 7,093,635     | República Parlamentaria                                                     | No (abolido por la ley el 1 de enero de 2008) |
| Bután                | 47,000                 | $1,397             | $561.89              | 708,427       | Monarquía constitucional                                                    | No |
| Canadá               | 9,093,507              | $1,564,000         | $42,886.91           | 34,030,589    | Monarquía constitucional, democracia parlamentaria, y federación            | No |
| Catar                | 11,437                 | $126,500           | $74,562.51           | 848,016       | Monarquía absoluta                                                          | No |
| Chile                | 748,800                | $359,200           | $25,058.50           | 16,888,760    | República Democrática                                                       | Sí. Se privilegia voluntariedad, a ausencia de voluntarios, se realiza un «sorteo» para llenar las vacantes (Constitucionalmente es obligatorio, la prioridad de la voluntariedad y el sorteo están dados por el decreto ley 2306 reformado en 2005 bajo el gobierno de Ricardo Lagos) |
| China                | 9,326,410              | $5,745,000         | $4,288.19            | 1,336,718,015 | República Socialista                                                        | Sí |
| Colombia             | 1,141,748              | $378,713           | $8,127               | 51,049,000    | República presidencial                                                      | Sí |
| Corea del Norte      | 120,538                | $28,000            | $1,800.00            | 24,720,407    | República Socialista                                                        | Sí |
| Corea del Sur        | 98,190                 | $986,300           | $19,514.82           | 48,754,657    | República                                                                   | Sí |
| Croacia              | 56,414                 | $59,920            | $11,430.32           | 4,290,612     | República Parlamentaria                                                     | No (abolido por la ley en el año 2008) |
| Cuba                 | 110,860                | $57,490            | $5,114.24            | 11,087,330    | República Socialista                                                        | Sí |
| Chipre               | 9,240                  | $22,750            | $27,014.79           | 1,120,489     | República                                                                   | Sí |
| Dinamarca            | 42,394                 | $311,900           | $57,039.71           | 5,529,888     | Monarquía constitucional                                                    | Sí (servicio alterno disponible) |
| Ecuador              | 276,840                | $56,500            | $3,949.15            | 15,007,343    | República                                                                   | No |
| Egipto               | 995,450                | $216,800           | $3,119.00            | 80,492,000    | República                                                                   | Sí |
| El Salvador          | 20,720                 | $21,800            | $3,520.10            | 6,071,774     | República                                                                   | N.º Permitido legalmente, mas no se utiliza. |
| Eslovaquia           | 49,035                 |                    |                      | 5,460,185     | República Parlamentaria                                                     | No (abolido desde el 1 de enero de 2006) |
| Eslovenia            | 20,151                 | $46,440            | $22,933.99           | 2,000,092     | República Parlamentaria                                                     | No |
| España               | 504,645                | $1,375,000         | $35,576.38           | 46,148,605    | Monarquía Parlamentaria                                                     | No (suspendido por la Ley 17/1999 y por el Real Decreto 247/2001, el cual adelantó la suspensión al 31 de diciembre de 2001 |
| Estados Unidos       | 9,161,923              | $14,620,000        | $45,958.70           | 311,705,000   | República federal constitucional                                            | No (Se abolió la conscripción obligatoria en 1973. El requisito de registrarse en el Sistema de Servicio Selectivo se abolió también en 1975 aunque en 1980 se volvió a implementar para los varones de 18 a 25 años).                                                                 |
| Estonia              | 43,211                 | $18,800            | $16,171.29           | 1,282,963     | República Parlamentaria                                                     | Sí (servicio alterno disponible) |
| Filipinas            | 298,170                | $188,700           | $2,007.17            | 101,833,938   | República                                                                   | Sí. Legal. |
| Finlandia            | 304,473                | $238,000           | $46,769.47           | 5,259,250     | República Parlamentaria                                                     | Sí (servicio alterno disponible) |
| Francia              | 640,053                | $2,555,000         | $35,240.62           | 65,102,719    | República semipresidencialista                                              | No (suspendido por tiempo de paz en 2001) |
| Gambia               | 10,000                 | $1,040             | $601.85              | 1,797,860     | República                                                                   | No |
| Grecia               | 130,800                | $302,000           | $29,384.60           | 10,760,136    | República Parlamentaria                                                     | Sí |
| Granada              | 344                    | $645               | $6,201.92            | 108,419       | Democracia Parlamentaria                                                    | No (no hay servicio militar) |
| Hungría              | 92,340                 | $132,300           | $13,901.01           | 9,976,062     | República Parlamentaria                                                     | No (Conscripcion en tiempo de paz abolido en el 2004) |
| India                | 2,973,190              | $1,430,000         | $972.68              | 1,189,172,906 | República Federal                                                           | No |
| Indonesia            | 1,826,440              | $695,100           | $2,926.04            | 245,613,043   | República                                                                   | Sí se permite, mas no se utiliza. |
| Irán                 | 1,636,000              | $337,900           | $4,497.11            | 75,448,000    | República teocracia                                                         | Sí |
| Israel               | 20,330                 | $201,300           | $25,191.86           | 7,740,900     | República democrática parlamentaria                                         | Sí |
| Italia               | 294,020                | $2,037,000         | $33,599.20           | 61,016,804    | República Constitucional Parlamentaria Unitaria                             | No (suspendido por tiempo de paz en 2005) |
| Jamaica              | 10,831                 | $13,740            | $5,077.93            | 2,868,380     | Democracia Constitucional parlamentaria                                     | No |
| Japón                | 374,744                | $5,391,000         | $34,402.26           | 126,475,664   | Monarquía constitucional                                                    | No |
| Jordania             | 91,971                 | $27,130            | $4,385.00            | 6,508,271     | Monarquía constitucional                                                    | Sí. Restablecido en el 2007 tras su suspensión en el 1999. |
| Kuwait               | 17,820                 | $117,300           | $42,857.14           | 2,595,628     | Constitutional Emirate                                                      | Sí |
| Letonia              | 64,589                 |                    |                      | 1,842,226     | República Parlamentaria                                                     | Sí (abolido en 2007, reintroducido el 1 de enero de 2024) |
| Líbano               | 10,230                 | $39,150            | $9,259.70            | 4,143,101     | Las fuentes no concuerdan                                                   | No (abolido en el año 2007) |
| Libia                | 1,759,540              | $77,910            | $12,259.64           | 6,597,960     | Gobierno de transición                                                      | Sí |
| Lituania             | 65,300                 | $35,730            | $10,725.96           | 3,221,200     | República Parlamentaria                                                     | Sí (cada año deben seleccionarse entre 3.000 y 4.000 reclutas, de los cuales hasta el 10% sirven involuntariamente) |
| Luxemburgo           | 2,586                  | $52,430            | $104,421.43          | 503,302       | Monarquía Constitucional                                                    | No |
| Macedonia del Norte  | 24,856                 | $9,170             | $3,646.55            | 2,077,328     | República Parlamentaria                                                     | No (abolido en el año 2006) |
| Malasia              | 328,550                | $219,000           | $7,944.62            | 28,728,607    | Monarquía constitucional                                                    | No |
| Maldivas             | 300                    | $1,433             | $4,516.52            | 394,999       | República                                                                   | No |
| Malta                | 316                    | $7,801             | $18,460.74           | 408,333       | República                                                                   | No |
| México               | 1,923,040              | $1,004,000         | $8,218.88            | 124,336,538   | República Federal                                                           | El Ejército Mexicano está formado por voluntarios profesionales, sin embargo todos los hombres están obligados a adiestrarse militarmente a los 18 años y pasan a la reserva |
| Moldavia             | 33,371                 | $5,357             | $1,503.17            | 4,314,377     | República                                                                   | Sí |
| Nepal                | 143,181                | $15,110            | $333.09              | 28,584,975    | República Democrática                                                       | No |
| Nueva Zelanda        | 268,021                | $138,000           | $31,124.18           | 4,290,347     | Democracia Parlamentaria                                                    | No, servicio abolido en diciembre de 1972. |
| Noruega              | 307,442                | $413,500           | $84,595.13           | 4,691,849     | Monarquía constitucional                                                    | Sí |
| Países Bajos         | 33,883                 | $770,300           | $46,389.35           | 16,680,500    | Monarquía constitucional                                                    | N.º Suspendido desde 1997 (con excepción de Curaçao y Aruba[cita requerida]). |
| Paraguay             | 406,752                | $41,851            | $5,934               | 7,052,983     | República                                                                   | Sí |
| Pakistán             | 778,720                | $174,800           | $872.88              | 176,554,000   | República Federal                                                           | No |
| Polonia              | 304,459                | $470,000           | $12,307.90           | 38,441,588    | República Parlamentaria                                                     | No (abolido en el año 2009) |
| Portugal             | 91,951                 | $223,700           | $20,981.25           | 10,636,979    | República Parlamentaria                                                     | No (abolido en el año 2004, pero existe una obligación simbólica para todos que han cumplido los 18 años: el llamado Día de Defensa Nacional, en portugués: Dia da Defesa Nacional).                                                                                                   |
| Reino Unido          | 241,590                | $2,259,000         | $45,626.38           | 62,435,709    | Monarquía constitucional                                                    | No (abolido el 31 de diciembre de 1960, excepto en Bermuda Regiment) |
| República Checa      | 77,276                 | $195,200           | $17,137.98           | 10,190,213    | República Parlamentaria                                                     | No (abolido en el año 2005) |
| República de China   | 32,260                 | $427,000           | $16,768.11           | 23,071,779    | Multi-party Democracy                                                       | Sí (servicio alterno disponible) Se planea crear formar un cuerpo de voluntarios antes de fin de 2014, pero la conscripción quedará en vigor a partir de ahí. |
| Rumania              | 230,340                | $158,400           | $7,451.95            | 21,413,815    | República Parlamentaria                                                     | No (abolido en el año 2007) |
| Rusia                | 16,995,800             | $1,477,000         | $9,124.49            | 138,739,892   | República federal                                                           | Sí (servicio alterno disponible[cita requerida]) |
| Ruanda               | 24,948                 | $5,693             | $546.73              | 11,370,425    | República presidencial                                                      | No |
| Seychelles           | 455                    | $919               | $10,621.21           | 89,188        | República                                                                   | Sí |
| Singapur             | 682.7                  | $233,900           | $46,073.24           | 4,740,737     | República Parlamentaria                                                     | Sí |
| Suecia               | 410,934                | $444,600           | $50,414.75           | 9,088,728     | Monarquía constitucional, Democracia parlamentaria representativa unitaria  | Si |
| Sudáfrica            | 1,219,912              | $354,400           | $7,089.23            | 49,004,031    | República                                                                   | No (abolido en el año 1994, formalizado en el año 2002) |
| Suazilandia          | 17,203                 | $3,165             | $2,668.63            | 1,370,424     | Monarquía                                                                   | No |
| Suiza                | 39,770                 | $522,400           | $66,408.19           | 7,639,961     | Confederación solo por nombre, legal y estructuramente es República Federal | Sí (servicio alterno disponible) |
| Siria                | 184,050                | $59,630            | $1,954.98            | 21,125,000    | República bajo régimen de autoridad de carácter militar                     | Sí |
| Tailandia            | 511,770                | $312,600           | $4,662.82            | 66,720,153    | Monarquía constitucional                                                    | Sí |
| Tonga                | 718                    | $301               | $2,894.23            | 105,916       | Monarquía constitucional                                                    | No |
| Trinidad y Tobago    | 5,128                  | $21,200            | $16,088.47           | 1,227,505     | Democracia Parlamentaria                                                    | No |
| Turquía              | 770,760                | $729,100           | $9,889.72            | 78,785,548    | República Democracia Parlamentaria                                          | Sí |
| Ucrania              | 603,700                | $136,600           | $3,034.57            | 45,134,707    | República                                                                   | Sí |
| Vanuatu              | 12,200                 | $721               | $3,004.17            | 224,564       | República Parlamentaria                                                     | No |
| Venezuela            | 916,445                | $285,200           | $9,084.09            | 27,635,743    | República Federal                                                           | No. Se abolió con la aprobación de la Constitución de 1999 |
| Yibuti               | 22,980                 | $1,139             | $1,281.22            | 757,074       | República                                                                   | No |

## La mujer en el servicio militar

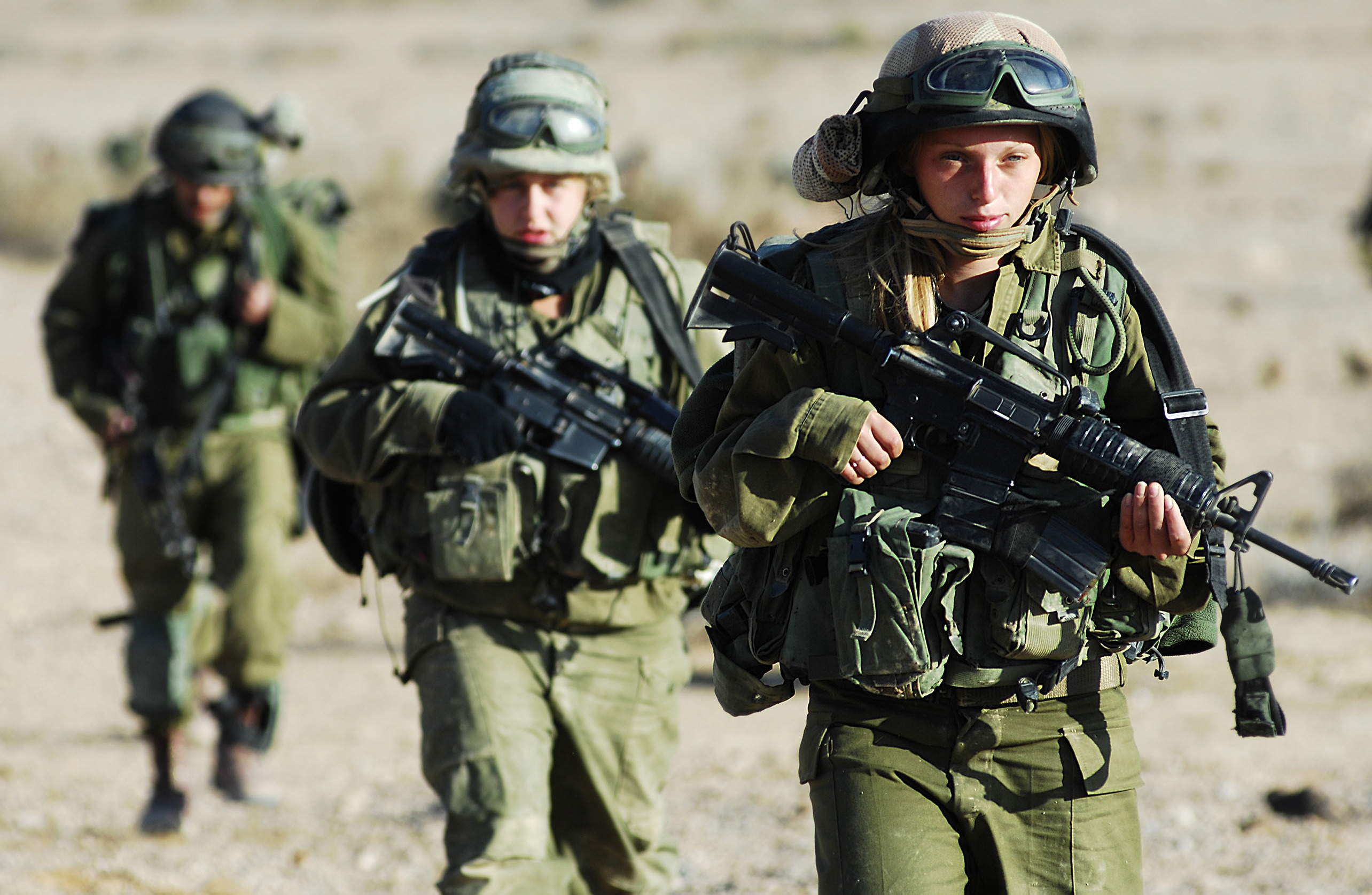
Mujeres soldado israelíes

Las mujeres han estado tradicionalmente exentas de cumplir el servicio militar obligatorio. No obstante, unos pocos países han incorporado a las mujeres al servicio militar obligatorio. En 2017, los países que incluían a las mujeres en dicho servicio militar obligatorio eran: Chad, Eritrea, Israel, Libia, Corea del Norte, Sudán, Túnez y Noruega.